# Cornești, Maramureș
Cornești este un sat în comuna Călinești din județul Maramureș, Transilvania, România.

## Așezare
Satul Cornești este așezat în depresiunea Maramureș, pe Valea Cosăului, între localitățile Ferești și Călinești. 

## Etimologie
Etimologia numelui localității: din n. grup cornești < n.fam. Cornea (< subst. corn „colț” + suf. -ea) + suf. -ești.b 

## Istoric
Localitatea Cornești este atestată documentar pentru prima oară, conform datelor publicate până în prezent, în anul 1424.
După alte surse, prima atestare datează din 1418 (Somyafalwa). 
Denumirea localității în limba germana este Horn, iar în urma cercetărilor arheologice efectuate pe raza localității s-a descoperit o daltă de piatră datând din Epoca neolitică.

## Demografie
La recensământul din 2011, populația era de 423 locuitori. 

## Monument istoric
- Biserica de lemn „Sfântul  Nicolae” (1615).

## Imagini

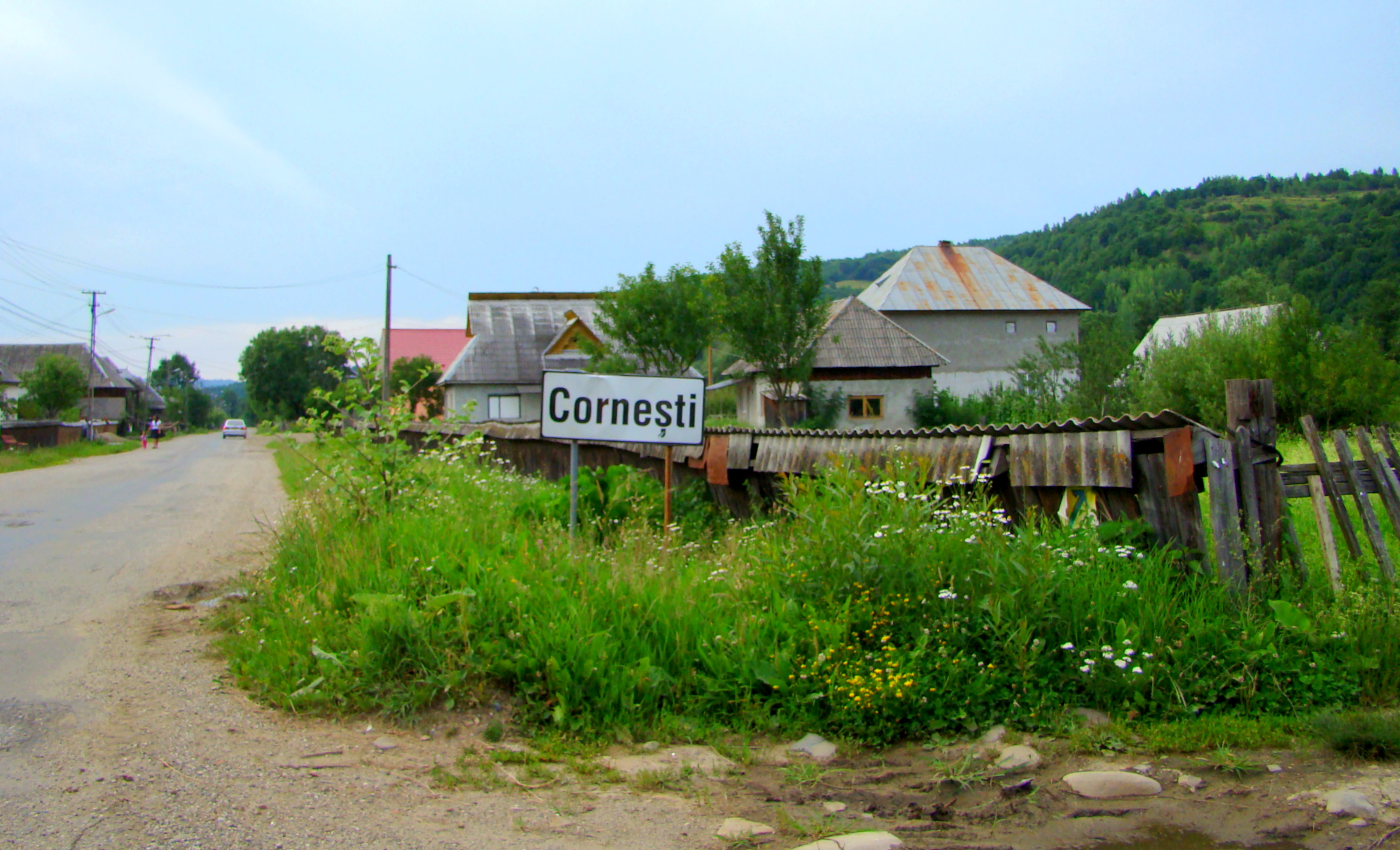
Intrarea în localitate
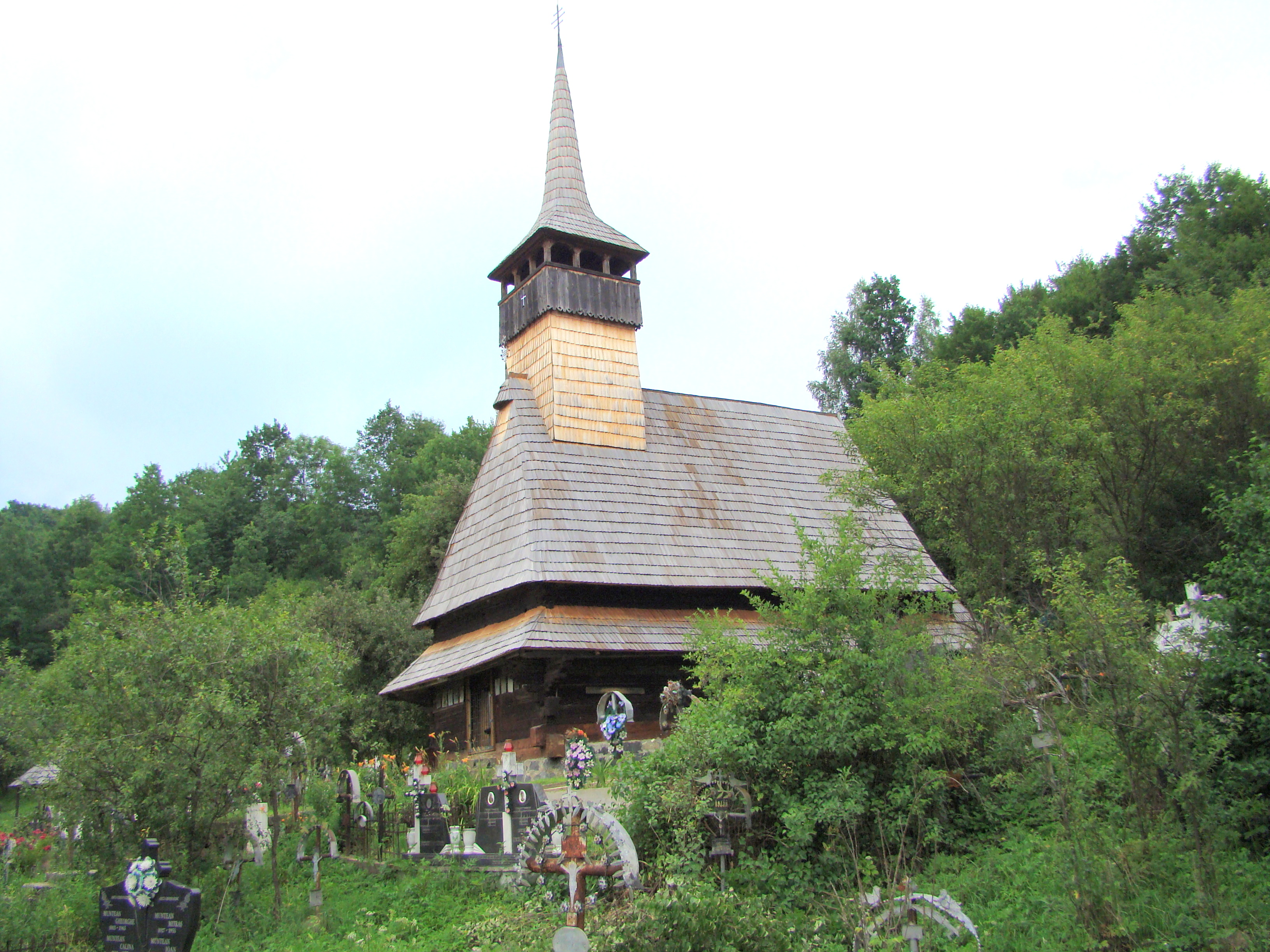
Biserica de lemn